# Chvojninskij rajon
Lo Chvojninskij rajon (in russo Хвойнинский район?) è un rajon dell'Oblast' di Novgorod, nella Russia europea; il capoluogo è Chvojnaja. Istituito nel 1927, ricopre una superficie di 3.186,06 chilometri quadrati ed ospita una popolazione di circa 15.000 abitanti.